# Matthew Green
Matthew Green (ur. w 1974 w Anglii) – angielski trener piłkarski.

## Kariera zawodowa
Ukończył studia na Uniwersytecie w Hull w 1995 roku na wydziale Historii. W 1998 roku uzyskał swój PGCE (Podyplomowy certyfikat edukacyjny) i wyjechał na Bahamy, gdzie pracował na stanowisku nauczyciela w Temple Christian High School. W ciągu kilku lat doprowadził szkołę do jednej z najlepszych placówek w piłce nożnej na Bahamach, jego program szkolny wkrótce stał się najbardziej postępowym i aktywnym w kraju. Kierowany nim starszy zespół dziewczyn w latach 2001-2007 zdobywał mistrzostwo BAISS i był niepokonany w tym czasie. Z zespołem chłopców nie osiągnął tyle sukcesów, ponieważ przegrywał w czterech finałach mistrzostw w tym czasie. 
W 2004 zamienił Paula Crosbiego na stanowisku dyrektora technicznego reprezentacji Turks i Caicos, a w 2008 stał na czele reprezentacji, z którą pracował do lipca 2011.